# Nyamitanga (periodiskt vattendrag i Burundi, Cibitoke)
Nyamitanga är ett periodiskt vattendrag i Burundi.   Det ligger i provinsen Cibitoke, i den nordvästra delen av landet, 60 km norr om huvudstaden Bujumbura.
Omgivningarna runt Nyamitanga är en mosaik av jordbruksmark och naturlig växtlighet. Runt Nyamitanga är det tätbefolkat, med 397 invånare per kvadratkilometer.